# Kanishka (canción)
«Kanishka» es una canción perteneciente a la banda argentina de rock alternativo Los Brujos, lanzada como primer corte del álbum debut Fin de semana salvaje de 1991. Fue compuesta por el guitarrista Gabriel Guerrisi y producida por Daniel Melero. La grabación tuvo lugar en los Estudios Aguilar durante el año 1991.

## Interpretación
A mitad de camino entre el divague y el rigor histórico, el sencillo compuesto por Gabriel Guerrisi (o Siderdalegao en los créditos del álbum) fue compuesto a partir de ver en una enciclopedia un retrato de Kanishka, un emperador tolerante y pluralista que existió a fines del siglo I en el subcontinente indio y, según se cree, habría sido quien favoreció la llegada del budismo a China. Como el dibujo ahí presente mostraba que el emperador no tenía una dentatura muy cuidada, lo primero que la banda esbozó como estribillo fue "Kanishka, Kanishka, tenes que ir al dentista" (aunque la parte de 'tenes que ir al dentista' no quedó en la versión grabada en estudio, sino solo en sus primeras presentaciones en vivo).
A partir de esa frase improvisada, la banda fue construyendo la historia del monarca que rechazó cinco dinastías y se casó con una doncella poco agraciada que lo buscaba, y él no podía más que evitarla.

## Música
"Kanishka", al igual que el resto de Fin de semana salvaje, es producto de la frescura y la espontaneidad. Tal es así que Daniel Melero, productor fetiche del rock alternativo de principios de los 90, prefirió grabar el álbum debut de Los Brujos diciéndole a la banda que no estaban haciendo más que un demo, ya que el ex Los Encargados temía que, ante la presión del primer disco, la banda se pusiese demasiado rígida y estructurada y perdiera su chispa natural.

## Reconocimiento
"Kanishka" no solo se volvió el hit obligado del disco, sino también uno de los temas con los que más rápido suele asociarse a Los Brujos (lo que no quita méritos a canciones como "Piso liso", "Sasquatch", "Aguaviva" o "La bomba musical"). Inclusive, dice el mito que cuando Nirvana visitó Buenos Aires en 1992, Kurt Cobain quedó emocionado con la canción, y tomó prestado su riff al año siguiente para "Very Ape" en In Utero, que luego terminó siendo confirmado en una entrevista de septiembre de 2023 por el biógrafo de la banda de Seattle. La canción fue ubicada en el puesto #86 de la lista de las 100 canciones más destacadas del rock argentino según Rolling Stone y MTV.

## Créditos
- Petanga Ago-Go (Sergio Moreno): Cítara de los altos cielos.
- Jimmy Nelson (Quique Ilid): Sistema de pies y manos.
- El Hermoso (Fabio Rey Pastrello) : Cosmic Guitar.
- Siderdalegao (Gabriel Guerrisi): Guitarra waweada.
- Wilson R-Q (Alejandro Alaci): Gritos míticos.
- Martirio Del Corazón (Ricky Rúa): Duba duba.